# Andipatti

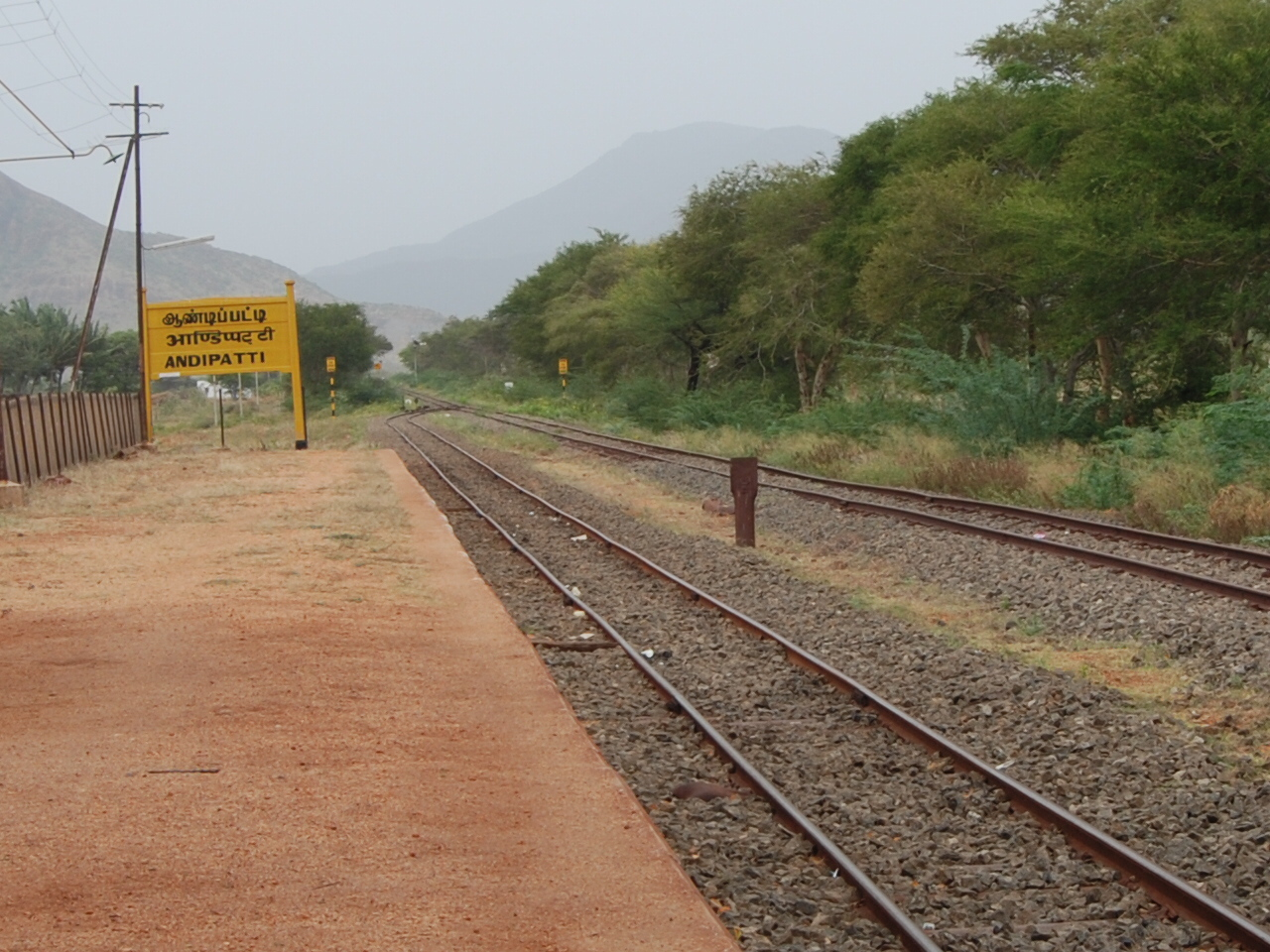
Järnvägsstation i Andipatti.

Andipatti eller Aundipatty är en tehsil (en kommunliknande enhet) i distriktet Theni i den indiska delstaten Tamil Nadu. Befolkningen uppgick till 186 570 invånare vid folkräkningen 2001, varav 98,31 procent var hinduer.
Den administrativa huvudorten är Andipatti Jakkampatti.